# Syk Pike
Syk Pike (Engels: Sick of Myself) is een Noorse film uit 2022, geregisseerd en geschreven door Kristoffer Borgli.

## Verhaal
Signe en Thomas zijn een stel dat samenwoont in Oslo, waar Signe werkt als barista, terwijl Thomas een kunstenaar is die gespecialiseerd is in sculpturen gemaakt van gestolen meubels. Wanneer Thomas doorbreekt als kunstenaar en volop in de belangstelling staat, is Signe jaloers op de toegenomen aandacht die Thomas krijgt en probeert allerlei manieren te bedenken om de aandacht van hem af te leiden naar haar.

## Rolverdeling
| Acteur                           | Personage |
| -------------------------------- | --------- |
| Kristine Kujath Thorp            | Signe     |
| Eirik Sæther                     | Thomas    |
| Fanny Vaager                     | Marte     |
| Fredrik Stenberg Ditlev-Simonsen | Yngve     |
| Sarah Francesca Brænne           | Emma      |
| Ingrid Vollan                    | Stian     |
| Andrea Bræin Hovig               | Lisa      |
| Henrik Mestad                    | Espen     |
| Anders Danielsen Lie             | dokter    |

## Release en ontvangst
Syk Pike ging op 22 mei 2022 in première op het Filmfestival van Cannes in de sectie Un certain regard. De film kreeg overwegend positieve kritieken van de filmcritici, met een score van 88% op Rotten Tomatoes, gebaseerd op 57 beoordelingen.